# Беz Фанатиzма
Беz Фанатиzма — российская хардкор-панк-группа, основанная в 2006 году в Новосибирске.

## История группы
Группа Беz Фанатиzма была основана в Новосибирске в 2006 году. За время существования коллектива его состав часто менялся, единственным бессменным участником и лидером коллектива является его вокалист Александр Иванский. За свою историю успели объехать с концертами десятки российских городов и выступить на одной сцене с множеством известных рок-групп. Выпустили два полноформатных альбома — Беz Фанатиzма (2009) и Бой без Правил (2013). Группа исполняет остросоциальный хардкор-панк, при этом сами музыканты не имеют отношения к политике и не поддерживают ни одну политическую партию.
В 2013 году ребята записали очередную антисоциальную песню «Я Не Буду Молчать!» совместно с лидером московской панк-рок-группы Тараканы! Дмитрием Спириным. 16 мая 2014 года состоялся релиз первого трибьют-альбома знаменитой бостонской кельтик-панк-группе Dropkick Murphys Ex-USSR Tribute to Dropkick Murphys, на котором новосибирцы отметились с кавер-версией песни «Pipebomb on Lansdowne», исполненной в вольном переводе на русский язык с характерной для БФ ускоренной манерой игры. 1 июня 2014 года команда выступила на крупнейшем рок-фестивале Сибири Sib Rock Fest вместе с известными российскими панк и рок-группами, такими как Тараканы!, Ляпис Трубецкой, КняZz, 7000$ и др. Группа поддерживает местные спортивные организации, а также участвует в поддержке акций и митингов по защите конституционных прав и свобод.

## Текущий состав группы
- Александр «Шлюzz» Иванский — вокал
- Александр Васильев — бас
- Станислав Зубов — гитара
- Дмитрий Алексеев — ударные

## Дискография

### Студийные альбомы
- 2009 — Беz Фанатиzма
- 2013 — Бой без Правил

### Видеоклипы
- 2014 — Бой без Правил